# Jardin botanique de Göteborg
Le jardin botanique de Göteborg (en suédois Göteborgs botaniska trädgård) est le plus grand jardin botanique de Suède. D'une superficie aménagée de 20 hectares environ, il présente quelque 16 000 espèces de végétaux différents.
Le jardin est créé en 1916 et inauguré en 1923. Situé près de la réserve naturelle de Änggårdsbergen dans le Sud-Est de Göteborg non loin du grand parc de Slottsskogen, son symbole est l'anémone des bois. Il sert de jardin de recherche pour l'université de Göteborg (Göteborgs universitet) et appartient à la région de Västra Götaland.
Il offre un val aux rhododendrons Rododendrondalen, planté de 200 rhododendrons ou azalées, ainsi qu'une rocaille alpine Klippträdgården montrant à peu près 6 000 plantes alpines venues du monde entier. Le val japonais Japandalen est peuplé d'espèces d'Extrême-Orient : Japon, Chine ou Corée.
Des serres permettent de découvrir la flore exotique. On y trouve aussi un arboretum, Arboretet ; un jardin potager ainsi qu'une pépinière horticole.

## Entrée
Le jardin est ouvert au public toute l'année. Il ouvre tous les jours à 9 heures et ferme au coucher du soleil.
On demande 20 couronnes suédoises ou 2 euros pour entrer dans le parc (non obligatoire).
Les serres sont ouvertes de 10 heures à 16 heures tous les jours, elles sont fermées certains jours fériés. L'entrée coûte 20 couronnes suédoises.